# 环戊五酮
环戊五酮也称为“五酮环戊烷”或“白酮酸”，是一种有机碳氧化物，其分子式为C5O5。这种化合物可看作是环戊烷的五羰基取代物或一氧化碳的五聚物。

## 历史
直至2000年，环戊五酮的大量合成仍未实现，但已有微量合成的报道。
现在市面上以“五水合环戊五酮”（C5O5·5H2O）为名进行销售的化学试剂可能实为十羟基环戊烷（C5(OH)10）。

## 相关物质
克酮酸根离子（C5O52-）拥有类似环戊五酮的结构。